# Ayşe Sultan (figlia di Ahmed I)
Ayşe Sultan (turco ottomano: عائشه سلطان, lett. "vita"; Costantinopoli, 1605 o 1608 – Costantinopoli, 1657) è stata una principessa ottomana, figlia del sultano Ahmed I e della sua Haseki, Kösem Sultan. È particolarmente nota per i suoi numerosi matrimoni politici.

## Origini
Ayşe nacque nel 1605 o nel 1608 a Costantinopoli, nel Palazzo Topkapi. Suo padre era il sultano ottomano Ahmed I, sua madre la Haseki Kösem Sultan. Ayşe era la prima figlia della coppia, nata dopo suo fratello maggiore, Şehzade Mehmed. Aveva numerosi fratelli e sorelle, sia di sangue che paterni.

## Matrimoni
Ayşe è particolarmente nota per i suoi numerosi matrimoni. Si sposò otto volte in un periodo compreso fra i sette e i cinquant'anni. 
- Nel 1612, a sette anni, sposò Nasuh Paşah, Gran Visir[1][4][3]. Le nozze, tenute insieme a quelle di sua sorella minore Gevherhan Sultan, furono eccezionalmente lussuose[5]. Ricevette come dono di nozze Palazzo Salacak, a Üsküdar, che mantenne anche dopo la vedovanza[6][7]. Rimase vedova nel luglio 1614, quando suo marito fu giustiziato in sua presenza, cosa che la turbò molto[1]. Il matrimonio non fu mai consumato a causa dell'età e in quei due anni Ayşe continuò a vivere coi genitori. Dopo la morte del padre nel 1617, visse a Palazzo Vecchio con la madre e le sorelle fino al suo secondo matrimonio.
- Nel 1620[4] sposò Karakaş Mehmed Pasha, beylerbey di Buda. Rimase vedova l'anno successivo, quando suo marito morì durante la Campagna di Polonia di Osman II[1]. Probabilmente neppure questo matrimonio fu mai consumato.
- Nel 1626[1] sposò il Gran Visir Hafız Ahmed Pascià[8]. Il matrimonio fu consumato il 13 marzo 1627[4] e Ayşe ebbe da lui due figli. Rimase vedova il 10 febbraio 1632, quando suo marito fu ucciso durante una ribellione dei giannizzeri.
- Un mese dopo la morte del suo terzo marito suo fratello Murad IV la promise in sposa a Murtaza Pasha, visir e beylerbey di Eyalet di Diyarbekir[4], che sposò nel 1635[1]. Ayşe odiava questo marito, vecchio e malato, e rimase felicemente vedova nel 1639, quando suo marito morì a Erevan, durante la Guerra ottomano-safavide (1623-1639)[9].
- Nel 1639 sposò Celep Ahmed Pasha, beylerbey di Damasco e Aleppo. Rimase vedova nel 1644.
- Nel marzo 1645 sposò Voynuk Ahmed Pasha, beylerbey di Adana e Kapudan (ammiraglio) della flotta ottomana. Rimase vedova il 28 luglio 1649, quando suo marito morì durante la Guerra di Candia[9][1][10].
- Il 28 febbraio 1655[9] sposò İpşiri Mustafa Pascià[11], che divenne Gran Visir grazie a ciò[6]. Sembra che Ayşe fosse impaziente di sposarsi, e mandò numerose volte il suo eunuco, Mercan Ağa, ad assicurarsi dell'arrivo dello sposo[12], in ritardo di diversi mesi[13]. Quando finalmente arrivò, al suo Palazzo a Üsküdar si tenne un ricco banchetto per festeggiare[14][9][15]. Ayşe rimase vedova nel maggio dello stesso anno, quando Mehmed IV, o la reggente Turhan Sultan, giustiziò suo marito[16].
- Nel 1656 si sposò per l'ultima volta, con Ermeni Suleyman Pasha, per poi morire l'anno seguente[17][18].

## Esilio
Nel 1640 Murad IV, fratello di Ayşe, morì senza eredi e il suo ultimo fratello vivente, Ibrahim, mentalmente instabile, salì al trono. Il suo stipendio all'epoca era di 400 aspri giornalieri.
Nel 1647 Ibrahim decise di sposare legalmente la sua ottava Haseki, Hümaşah Sultan. Ayşe, insieme alle sorelle Fatma Sultan e Hanzade Sultan e alla nipote Kaya Sultan (figlia di Murad IV) dovette subire l'umiliazione di servire la sposa come ancella, restando in piedi e in silenzio dietro di lei, reggendole la brocca, il sapone, il catino e la salvietta. Malgrado ciò, Ibrahim non fu soddisfatto e, con l'accusa di aver mancato di rispetto alla nuova moglie, le esiliò a Edirne, confiscando loro terre e gioielli per donarli a Hümaşah.
Ayşe rientrò con le altre a Costantinopoli l'anno seguente, quando Ibrahim fu deposto e giustiziato e suo figlio di sei anni, Mehmed IV, salì al trono, prima sotto la reggenza di Kösem Sultan, nonna del nuovo sultano e madre di Ayşe, e poi di Turhan Sultan, sua stessa madre.

## Discendenza
Dal suo terzo marito, Ayşe ebbe due figli: 
- Sultanzade Fülan Bey (1626 - 1628).
- Sultanzade Mustafa Bey (1628 - 1670).

Non è noto se avesse altri figli.

## Morte
Ayşe morì nel 1657. Venne sepolta nella türbe di Ahmed I, nella Moschea Blu, a Costantinopoli.

## Beneficenza
Nel 1618 Ayşe fece costruire un punto di distribuzione gratuita dell'acqua a Costantinopoli, sull'attuale viale Okçubaşı, vicino alla stazione. 

## Cultura popolare
Nella serie TV storica turca Il secolo magnifico: Kösem, Ayşe Sultan è interpretata dall'attrice turca Sude Zulal Güler.